# Falkland (Fife)
Falkland, schottisch-gälisch: Fàclann, ist eine kleine Stadt mit 1096 Einwohnern im Norden der Lomond Hills, in der Council Area Fife in Schottland. Sie liegt 13 km nördlich von Glenrothes.
Bekanntheit erlangte Falkland wegen seiner strategischen Lage im Tal des Flusses Eden. MacDuff, der Thane of Fife ließ an dieser Stelle ein Schloss bauen, das jedoch 1337 von den Engländern zerstört wurde. Im 14. Jahrhundert erstand Robert Stewart, der Duke of Albany, das Anwesen. Er ließ seinen Neffen, David Stewart, Duke of Rothesay und Erbe von Robert III. im wiedererbauten Schloss einkerkern und verhungern (1402).
1458 erhielt Falkland den Status eines Royal Burgh zugesprochen. Zwischen 1501 und 1541 ließ Jakob IV. das von seinem Vorgänger erbaute Jagdschloss Falkland Palace erweitern und umgestalten. Die Anlage wurde auch von seinem Sohn Jakob V. genutzt. Nach der Vereinigung der Kronen von Schottland und England im Jahr 1603 wurde Falkland aufgegeben. Charles II. nutzte Falkland Palace 1650, um dort ein Regiment der Scots Guards einzuquartieren.
Im frühen 19. Jahrhundert unternahmen die Familien Bruce und Tyndall, die das Anwesen und das Städtchen geerbt hatten, Anstrengungen, die Industrialisierung hierher zu bringen. Die angesiedelte Textil- und Linoleumindustrie existiert heute nicht mehr. In den 1970er Jahren wurde Falkland zu einer der ersten Conservation Areas in Schottland. Die Häuser und Falkland Palace wurden wiederhergestellt und sind heute eine wichtige touristische Attraktion der Region.

## Film
Im Oktober 2013 fanden in Falkland Dreharbeiten für die Serie Outlander – besonders für Szenen zum Zweiten Weltkrieg – statt.